# Luis de Morales
Luis de Morales (1510? - 9 de maio de 1586) foi um pintor maneirista espanhol nascido provavelmente em Badajoz, Estremadura. O seu trabalho sobre temas religiosos, inclui representações da Virgem com Menino e da Paixão.
Influenciado, sobretudo em seus primeiros trabalhos, por Rafael Sanzio e da escola Lombard de Leonardo, foi chamado por seus contemporâneos "El Divino Morales", pela sua habilidade e chocante realismo de suas pinturas, e devido à espiritualidade transmitida por todos os seu trabalhos.
Sua obra foi dividida pelos críticos em dois períodos, uma fase inicial sob a influência de artistas como Michelangelo florentino, e um mais intenso período posterior influênciado por pintores alemães e flamengos.

## Biografia
Um dos maiores estudiosos a respeito da vida e obra do pintor foi Antonio Palomino . Ele considera que o nascimento de Luis de Morales, na verdade, tem como a data mais correta o ano de 1520, mas ainda existe uma incerteza quanto à uma dia específico. Juan Antonio Gaya Nuño apontou vários problemas que acompanham a aceitação da data proposta por Palomino, já que existem grandes dificuldades para preencher certas lacunas da primeira etapa de sua vida. É por isso que vários historiadores atrasam a data que seria de seu nascimento. Elizabeth du Gué Trapier considera que ela aconteceu "provavelmente no primeiro semestre" e, para Werner Goldschmidt, a data correta seria de 1543 - algo impossível, já que seu filho nasceu seis anos depois. Segundo Gaya Nuño, Morales nasceria por volta de 1520, e teria no momento do casamento trinta anos. Esta hipótese confirmaria que ele realmente estava envelhecido quando Felipe II passou por Badajoz e queria conhecê-lo, em 1580.
Também não há nenhuma certeza no que se refere ao seu treinamento como pintor. Assim, seguindo o estudo de Gaya Nuño, pode-se indicar três etapas em sua formação: uma em Sevilha, outra em Portugal e outra na Itália.
Em Sevilha, Morales aprimorou seu conhecimento na área com Pedro de Campaña. Embora não se deva descartar a ideia de formação com outros professores, cidades e oficinas, Sevilla foi o capital natural da Extremadura baixa, e há uma grande possibilidade de Morales ter passado por lá. 
A segunda etapa teria sido de uma "educação portuguesa" por parte do pintor. Essa é uma outra hipótese não pode ser ignorada, tendo em vista que sua obra possui grande afinidade e coincidências relacionadas à obra maneirista da escola Português - mais especificamente com Fray Carlos, monge de origem flamenga que viveu no mosteiro de Espinheiro e mestre pintor da Escola Évora.
Finalmente, e na última etapa das três propostas, devemos mencionar uma possível formação italiana, especificamente na cidade de Milão, onde Morales teria estudado e conhecido o trabalho de autores como Domenico Beccafumi e Sebastiano del Piombo, os quais ainda estavam vivos à época, bem como outros professores, já mortos, mas com sua fama intacta, como Andrea Solario, Cesare da Sesto, Fra Bartolomeo, entre outros.
Considera-se que o período de formação do pintor tenha sido encerrado completamente no ano de 1545 ou 1546.
De acordo com Gaya Nuño, a década de 1554-1563 é o auge da produção de Morales, a "produção máxima e mais feliz [...] o melhor trabalho de suas mãos" . É nessa década que encontramos o trabalho em Arroyo de la Luz (cidade chamada Arroyo del Puerco), nos anos 1561-63.
Outras fontes, no entanto, negam que Morales tenha, de fato, realizado tais viagens e a influência em sua obra se deu em razão das pinturas que outros artistas faziam, como os leonardescos Fernando Yáñez e Fernando de los Llanos, e outros pintores que trabalhavam na época em Valência, onde Morales pode ter ido viajar.
Luis de Morales trabalhou ativamente para paróquias e igrejas de sua cidade, Bajadoz, e para clientes particulares que admiravam suas obras carregadas de piedade religiosa. Ele acabou recebendo de seus colegas o apelido de "os Morales divinos" por causa da fama que ele desfrutava na vida e a predileção por temas religiosos em suas obras. Em 1550, ele se casou com Leonor de Chaves, irmã de Hernando Becerra de Moscoso, governante de Badajoz, o que o inseriu na sociedade burguesa da Extremadura. Durante o casamento, Morales teve cinco filhos, dois homens e três mulheres.

## Obras
- La Virgen del Pajarito (1546), conservado na igreja de San Agustín, em Madrid.
- La Piedad (Pietà) (1560), conservado na Catedral de Badajoz.
- San Juan de Ribera (1564), no Museu do Prado, Madrid.
- Ecce Homo, no Hispanic Society of America.
- La Piedad (Pietà), no Museu do Prado, Madrid.
- Virgen de la leche, no Museu do Prado. Sua obra mais notável.